# Campeonato Profesional 1981
Il Campeonato Profesional 1981 fu la trentatreesima edizione del torneo. Fu vinto dall'Atlético Nacional, con il Deportes Tolima al secondo posto.

## Torneo Apertura
| Pos. | Squadra                | P  | G  | V  | N  | S  | GF | GS |
| ---- | ---------------------- | -- | -- | -- | -- | -- | -- | -- |
| 1.   | América                | 38 | 26 | 15 | 8  | 3  | 42 | 21 |
| 2.   | Millonarios            | 35 | 26 | 14 | 7  | 5  | 46 | 28 |
| 3.   | Atlético Nacional      | 33 | 26 | 13 | 7  | 6  | 41 | 32 |
| 4.   | Deportivo Cali         | 29 | 26 | 11 | 7  | 8  | 35 | 22 |
| 5.   | Deportes Quindío       | 27 | 26 | 9  | 9  | 8  | 28 | 29 |
| 6.   | Unión Magdalena        | 27 | 26 | 9  | 8  | 8  | 23 | 28 |
| 7.   | Cúcuta Deportivo       | 25 | 26 | 9  | 7  | 10 | 30 | 36 |
| 8.   | Deportivo Pereira      | 24 | 26 | 6  | 12 | 8  | 29 | 32 |
| 9.   | Independiente Santa Fe | 23 | 26 | 6  | 11 | 9  | 36 | 40 |
| 10.  | Atlético Bucaramanga   | 23 | 26 | 7  | 9  | 10 | 29 | 37 |
| 11.  | Independiente Medellín | 22 | 26 | 7  | 8  | 11 | 26 | 36 |
| 12.  | Atlético Junior        | 21 | 26 | 6  | 9  | 11 | 19 | 26 |
| 13.  | Once Caldas            | 20 | 26 | 7  | 6  | 13 | 32 | 41 |
| 14.  | Deportes Tolima        | 19 | 26 | 6  | 7  | 13 | 21 | 29 |

América e Millonarios qualificati ai cuadrangulares semifinales.

## Torneo "Chalela y Chalela" finalización

### Gruppo A
| Pos. | Squadra           | P  | G  | V | N  | S  | GF | GS |
| ---- | ----------------- | -- | -- | - | -- | -- | -- | -- |
| 1.   | Deportes Quindío  | 25 | 21 | 8 | 9  | 6  | 33 | 31 |
| 2.   | Deportivo Cali    | 23 | 21 | 9 | 5  | 7  | 32 | 26 |
| 3.   | Unión Magdalena   | 23 | 21 | 9 | 5  | 7  | 24 | 25 |
| 4.   | Atlético Nacional | 21 | 21 | 8 | 5  | 8  | 28 | 27 |
| 5.   | Cúcuta Deportivo  | 21 | 21 | 5 | 11 | 5  | 29 | 33 |
| 6.   | Millonarios       | 19 | 21 | 5 | 9  | 7  | 20 | 25 |
| 7.   | América           | 18 | 21 | 8 | 2  | 11 | 31 | 30 |

### Gruppo B
| Pos. | Squadra                | P  | G  | V  | N | S | GF | GS |
| ---- | ---------------------- | -- | -- | -- | - | - | -- | -- |
| 1.   | Deportes Tolima        | 27 | 21 | 10 | 7 | 4 | 29 | 20 |
| 2.   | Atlético Junior        | 24 | 21 | 8  | 8 | 5 | 34 | 29 |
| 3.   | Once Caldas            | 21 | 21 | 8  | 5 | 8 | 32 | 32 |
| 4.   | Atlético Bucaramanga   | 20 | 21 | 7  | 6 | 8 | 23 | 25 |
| 5.   | Independiente Santa Fe | 18 | 21 | 6  | 6 | 9 | 31 | 33 |
| 6.   | Independiente Medellín | 18 | 21 | 6  | 6 | 9 | 25 | 29 |
| 7.   | Deportivo Pereira      | 16 | 21 | 4  | 8 | 9 | 26 | 32 |

## Cuadrangulares semifinales

### Gruppo A
| Pos. | Squadra         | P | G | V | N | S | GF | GS |
| ---- | --------------- | - | - | - | - | - | -- | -- |
| 1.   | América de Cali | 9 | 6 | 4 | 1 | 1 | 12 | 1  |
| 2.   | Atlético Junior | 9 | 6 | 4 | 1 | 1 | 11 | 9  |
| 3.   | Millonarios     | 3 | 6 | 1 | 1 | 4 | 5  | 12 |
| 4.   | Unión Magdalena | 3 | 6 | 1 | 1 | 4 | 3  | 9  |

### Gruppo B
| Pos. | Squadra           | P | G | V | N | S | GF | GS |
| ---- | ----------------- | - | - | - | - | - | -- | -- |
| 1.   | Deportes Tolima   | 8 | 6 | 2 | 4 | 0 | 6  | 4  |
| 2.   | Atlético Nacional | 7 | 6 | 2 | 3 | 1 | 8  | 4  |
| 3.   | Deportivo Cali    | 6 | 6 | 2 | 2 | 2 | 10 | 9  |
| 4.   | Deportes Quindío  | 3 | 6 | 0 | 3 | 3 | 3  | 10 |

## Cuadrangular final
| Pos. | Squadra           | P | G | V | N | S | GF | GS |
| ---- | ----------------- | - | - | - | - | - | -- | -- |
| 1.   | Atlético Nacional | 8 | 6 | 3 | 2 | 1 | 7  | 6  |
| 2.   | Deportes Tolima   | 6 | 6 | 2 | 2 | 2 | 10 | 9  |
| 3.   | América de Cali   | 5 | 6 | 1 | 3 | 2 | 6  | 8  |
| 4.   | Atlético Junior   | 5 | 6 | 1 | 3 | 2 | 10 | 10 |

## Verdetti
- Atlético Nacional campione di Colombia.
- Atlético Nacional e Deportes Tolima qualificati alla Coppa Libertadores 1982.

## Classifica marcatori
| Nome               | Squadra         | Gol |
| ------------------ | --------------- | --- |
| Victor Del Río     | Deportes Tolima | 29  |
| Oswaldo Palavecino | Santa Fe        | 21  |
| Juan Tutino        | Atlético Junior | 19  |